# Archophileurus tmetoplus
Archophileurus tmetoplus är en skalbaggsart som beskrevs av Heinrich Bernward Prell 1912. Archophileurus tmetoplus ingår i släktet Archophileurus och familjen Dynastidae. Inga underarter finns listade.